# Turniej o Puchar Rybnickiego Okręgu Węglowego 1985
Puchar Rybnickiego Okręgu Węglowego 1985 – zawody żużlowe, mające na celu wyłonienie zwycięzcy turnieju o Puchar ROW. Zawody w 1985 roku wygrał Roman Matoušek.

## Finał
- Rybnik, 20 października 1985
- Sędzia: Jolant Szczepanek

| Msc. | Zawodnik               | Klub           | Pkt  |             |  |
| ---- | ---------------------- | -------------- | ---- | ----------- |  |
| 1    | Roman Matoušek         | Czechosłowacja | 14   | (3,3,3,2,3) |  |
| 2    | Piotr Pyszny           | Rybnik         | 12   | (2,3,3,1,3) |  |
| 3    | Jan Krzystyniak        | Zielona Góra   | 11+3 | (3,2,2,2,2) |  |
| 4    | Henryk Bem             | Rybnik         | 11+2 | (3,0,3,3,2) |  |
| 5    | Bronisław Klimowicz    | Rybnik         | 10   | (3,1,2,3,1) |  |
| 6    | Antoni Skupień         | Rybnik         | 10   | (2,2,1,3,2) |  |
| 7    | Maciej Jaworek         | Zielona Góra   | 9    | (0,1,2,3,3) |  |
| 8    | Jerzy Kochman          | Świętochłowice | 9    | (2,2,1,1,3) |  |
| 9    | Jerzy Rembas           | Gorzów Wlkp.   | 8    | (0,3,3,2,d) |  |
| 10   | Andrzej Surowiec       | Rzeszów        | 7    | (1,3,d,1,2) |  |
| 11   | Jiri Fejfar            | Czechosłowacja | 7    | (2,2,2,0,1) |  |
| 12   | Krzysztof Zarzecki     | Świętochłowice | 6    | (1,1,1,2,1) |  |
| 13   | František Ledecký      | Czechosłowacja | 3    | (1,0,1,1,0) |  |
| 14   | Sławomir Drabik        | Częstochowa    | 2    | (1,1,0,0,0) |  |
| 15   | Krzysztof Okupski      | Gorzów Wlkp.   | 0    | (0,w,0,0,0) |  |
| 16   | Bogdan Ciupak          | Rzeszów        | 0    | (0,0,d)     |  |
|      | rez. Eugeniusz Skupień | Rybnik         |      | (u,1)       |  |
|      | rez. Tomasz Gałeczka   | Rybnik         |      | (ns)        |  |